# لوكاس فافالي
لوكاس فافالي (بالإسبانية: Lucas Favalli)‏ هو لاعب كرة قدم أرجنتيني في مركز الوسط، ولد في 16 يوليو 1985 في قرطبة في الأرجنتين. لعب مع النادي الرياضي بكالوني وانيستتوتو وتاليريس كوردوبا وليفادياكوس ونادي أتروميتوس ونادي بانيتوليكوس وهوراكان.

## وصلات خارجية
- لوكاس فافالي على موقع قاعدة بيانات كرة القدم.إي يو (الإنجليزية)
- لوكاس فافالي على موقع Soccerway.com (الإنجليزية)
- لوكاس فافالي على موقع AS.com (الإسبانية)